# 相馬太田神社
相馬太田神社（そうまおおたじんじゃ）は、福島県南相馬市原町区中太田に立地する神社。相馬三妙見社の一つ。太田神社とも呼ばれている。御祭神は天之御中主大神である。

## 概要
承平年中（931年 - 937年）に相馬氏の遠祖・平将門が下総国猿島郡守屋城に妙見社を創建したことに始まる。
平将門から十二代にあたる相馬師常が源頼朝の軍に従い、奥州藤原氏との合戦での功績により奥州行方郡の地を賜り、同族の千葉氏から相馬を継ぎ、奥州相馬の初代となった。
その後、元亨3年（1321年）4月22日、下総国守谷城より相馬孫五郎重胤公が御国換えの際、この地へ移り住み、氏神妙見尊を奉じて宮祠を創建して祀った。
相馬家は妙見信仰の信望者で、藩主が篤く信仰していた鎮守・妙見を下総から持参し、敷地内に鎮座させた。その妙見堂が相馬太田神社の由来とされている。
この神社は中村藩相馬氏の氏神として代々崇拝されてきた。

## 主な行事
相馬野馬追では、各妙見神社で行われる宵乗りの出陣式が行われる。
また、大晦日の深夜から元旦の未明にかけて、礼螺吹奏が行われる。

## 重要文化財
相馬野馬追が国の重要無形民俗文化財に指定されているほかは、南相馬市指定有形民俗文化財に指定されている。
- 相馬野馬追
- 陣太鼓
- 神馬図絵馬
- 鳥毛槍
- 板石塔婆